# Antsokia-Tal
Das Antsokia-Tal ist ein breites, in Nord-Süd-Richtung verlaufendes Tal in Äthiopien, das etwa 320 Kilometer nördlich der Hauptstadt Addis Abeba im Südosten der Region Amhara liegt. Früher bildete es den Bezirk Antsokia der Provinz Shewa, seit den 1990er Jahren gehört der westliche Teil als Woreda Antsokiyana Gemza zur Zone Nord-Shewa (R3), während der Ostteil zur Oromia-Zone der Oromo-Minderheit in Amhara gehört.
In den Jahren 1984 und 1985 war es von einer schweren Dürre und einer Hungerkatastrophe betroffen. Die Zahl der Toten der Katastrophe ist unklar, die Zahlen schwanken zwischen 500.000 und einer Million Menschen. Im Jahr 1984 gab es in Äthiopien auch einen Konflikt zwischen der Zentralregierung, seinerzeit dem Regime von Mengistu Haile Mariam, und Rebellen in den Nordprovinzen und Eritrea. Insgesamt wurde 600.000 Bauern aus den Nordprovinzen zwangsweise in den Südwesten Äthiopiens umgesiedelt. Bei dieser Umsiedlung sollen 100.000 Menschen ums Leben gekommen sein. Inwieweit die Umsiedlung zur Verstärkung der Hungerkatastrophe beitrug, ist unklar.
Die Situation in Äthiopien zu dieser Zeit waren der Anlass für eine Reihe von Live-Aid-Konzerten, die der irische Musiker Bob Geldof ins Leben rief. Nach Dorit Kowitz „prägten die Bilder aus Äthiopien von 1984 […] für Millionen Heranwachsende in den Industrieländern das Bild von Afrika“. Das Tal wird heute von 85.000 Menschen bewohnt.
Aufgrund der Hungerkatastrophe kamen Hilfsorganisationen in das Tal, die dort bis heute Infrastrukturprojekte organisieren.